# Municipio de Norphlet
El municipio de Norphlet (en inglés: Norphlet Township) es un municipio ubicado en el condado de Union en el estado estadounidense de Arkansas. En el año 2010 tenía una población de 1800 habitantes y una densidad poblacional de 21,42 personas por km².

## Geografía
El municipio de Norphlet se encuentra ubicado en las coordenadas 33°19′3″N 92°38′6″O / 33.31750, -92.63500. Según la Oficina del Censo de los Estados Unidos, el municipio tiene una superficie total de 84.01 km², de la cual 83,72 km² corresponden a tierra firme y (0,35 %) 0,29 km² es agua.

## Demografía
Según el censo de 2010, había 1800 personas residiendo en el municipio de Norphlet. La densidad de población era de 21,42 hab./km². De los 1800 habitantes, el municipio de Norphlet estaba compuesto por el 88,5 % blancos, el 9,5 % eran afroamericanos, el 0,11 % eran amerindios, el 0,11 % eran asiáticos, el 0,22 % eran de otras razas y el 1,56 % eran de una mezcla de razas. Del total de la población el 1,72 % eran hispanos o latinos de cualquier raza.